# Izano
Izano ist eine norditalienische Gemeinde (comune) mit 1962 Einwohnern (Stand 31. Dezember 2023) in der Provinz Cremona in der Lombardei. 

## Geografie
Die Gemeinde am Canale Vacchelli liegt etwa 29 Kilometer nordwestlich von Cremona und etwa 45 Kilometer südöstlich von Mailand.
Nachbargemeinden sind Castelleone, Crema, Fiesco, Madignano, Offanengo, Romanengo und Salvirola.

## Bevölkerungsentwicklung
| Jahr      | 1871 | 1891 | 1901 | 1911 | 1921 | 1931 | 1951 | 1961 | 1971 | 1981 | 1991 | 2001 | 2011 |
| Einwohner | 1432 | 1363 | 1546 | 1676 | 1568 | 1535 | 1635 | 1469 | 1384 | 1406 | 1414 | 1687 | 2068 |

## Persönlichkeiten
- Marco Cé, Patriarch von Venedig und Kardinal, * 8. Juli 1925 in Izano; † 12. Mai 2014 in Venedig